# Italexit (parti politique)
Italexit, dont le nom complet est No Europa per l'Italia – Italexit con Paragone (français : Pas d'Europe pour l'Italie - Italexit avec Paragone), est un parti politique eurosceptique en Italie. Son fondateur est Gianluigi Paragone, un sénateur italien et ancien journaliste de télévision qui a délibérément inspiré son mouvement du Brexit Party de Nigel Farage, dans le but de faire sortir l'Italie de l'Union européenne.

## Histoire
En janvier 2020, Gianluigi Paragone, un ancien journaliste, connu pour ses positions populistes et eurosceptiques, a été expulsé du Mouvement cinq étoiles (M5S) en raison de son opposition au gouvernement avec le Parti démocrate (PD) de centre-gauche et pro-européen.
Le 1er novembre de la même année, le parti signe une tribune publiée par le magazine Marianne avec le Brexit Party, Somos España et Génération Frexit, intitulé : manifeste pour la souveraineté, la démocratie et l'auto-détermination. Cette tribune appelant à la sortie de l'Union européenne.
Dans les mois suivants, des spéculations se sont élevées autour de la possibilité d'un nouveau mouvement, dirigé par Paragone lui-même. En juillet 2020, Paragone a lancé son nouveau parti,.

## Direction
- Gianluigi Paragone (depuis 2020)